# دينيسي بلاك
دينيسي بلاك (بالإنجليزية: Denise Black)‏ هي ممثلة بريطانية، ولدت في 16 مارس 1958 في Emsworth ‏ في المملكة المتحدة.

## وصلات خارجية
- الموقع الرسمي
- دينيسي بلاك على موقع IMDb (الإنجليزية)
- دينيسي بلاك على موقع ميوزك برينز (الإنجليزية)
- دينيسي بلاك على موقع إن إن دي بي (الإنجليزية)
- دينيسي بلاك على موقع قاعدة بيانات الفيلم (الإنجليزية)